# جاستین بوتس
جاستین بوتس (انگلیسی: Justin Boots) شرکت کالای لوکس آمریکایی است، که در سال ۱۸۷۹ تأسیس شد.